# Konrad Kujau

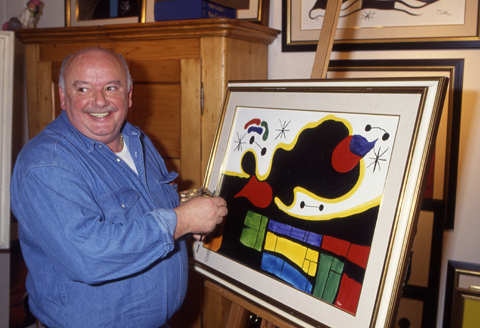
Konrad Kujau vid sitt verk Labyrinth der Zeit, 1992

Konrad Paul Kujau, född  27 juni 1938 i Löbau i Sachsen, död 12 september 2000 i Stuttgart i Baden-Württemberg, var en tysk illustratör och konstnär men även mer känd 1983 som förfalskare då han var med att skapa Hitlers dagböcker.
Han sålde "dagböckerna" för 2,5 miljoner DM till Hamburgbaserade journalisten Gerd Heidemann som i sin tur sålde verket vidare till sin arbetsgivare tidningsmagasinet Stern för 9,3 miljoner DM.